# Vimianzo
Vimianzo – gmina w Hiszpanii, w prowincji A Coruña, w Galicji, o powierzchni 187,27 km². W 2011 roku gmina liczyła 7977 mieszkańców.